# Ensign N180

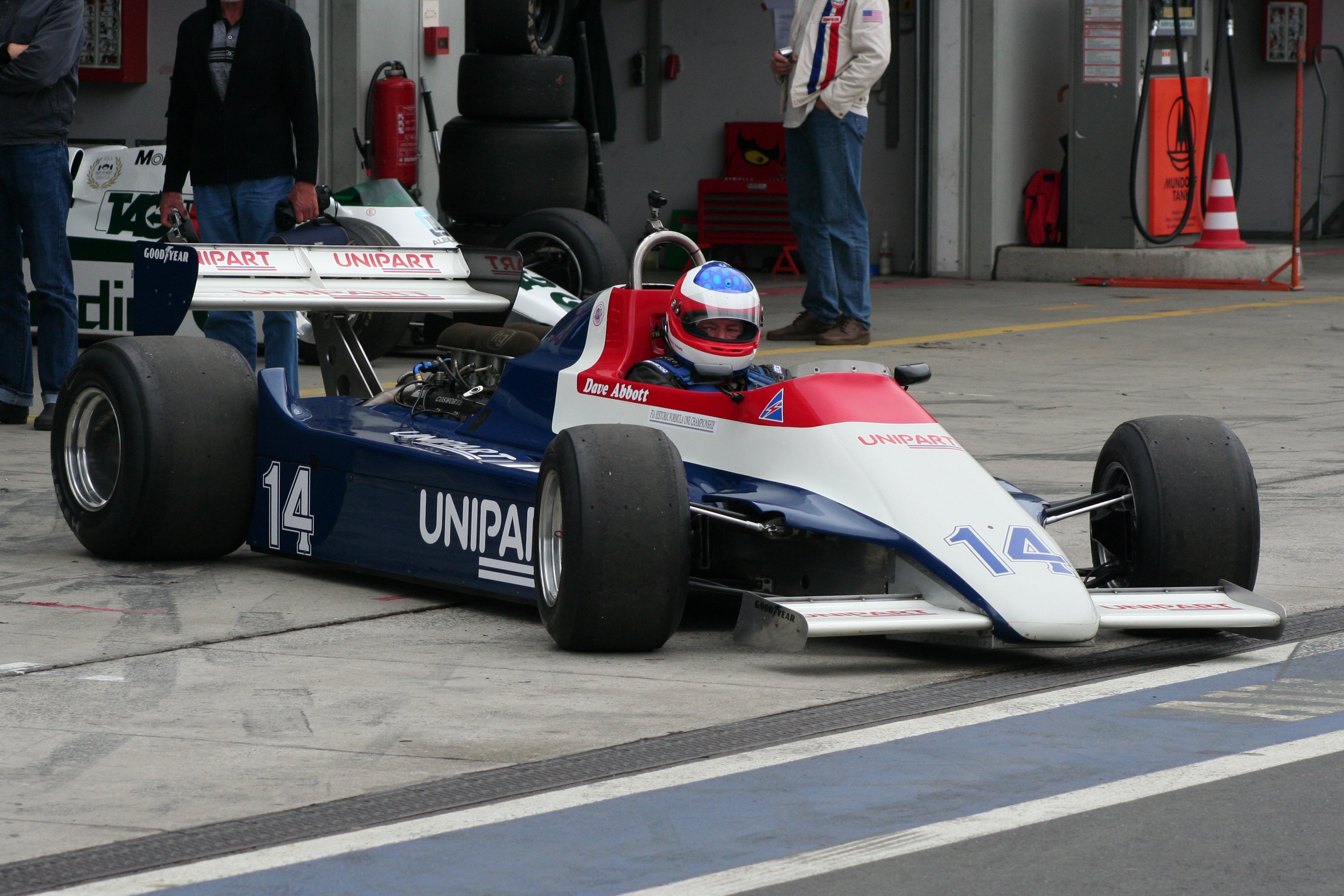
Ensign N180 beim Oltimer Festival 2007 auf dem Nürburgring

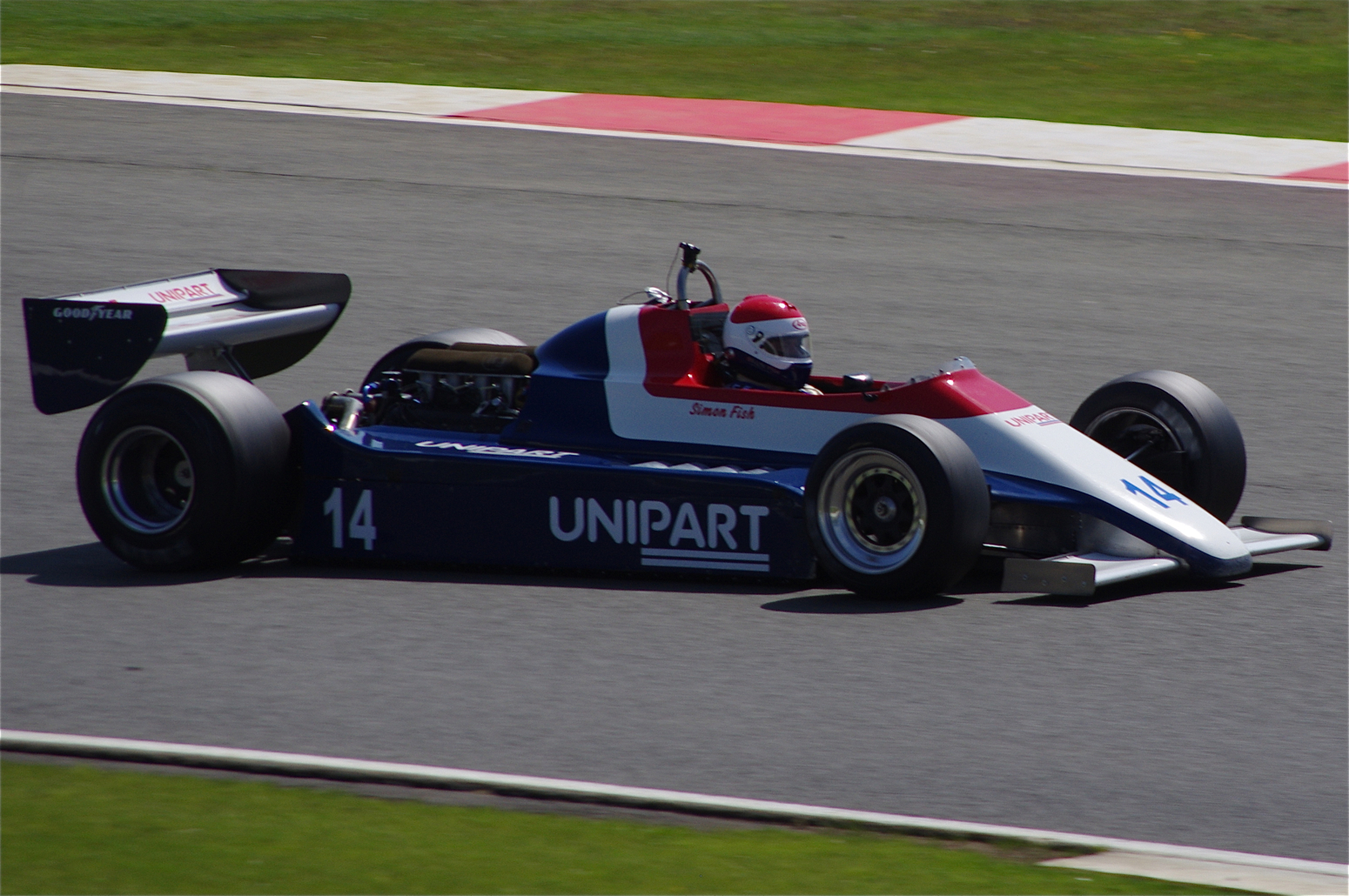
Ein N180 beim Silverstone Classic 2012

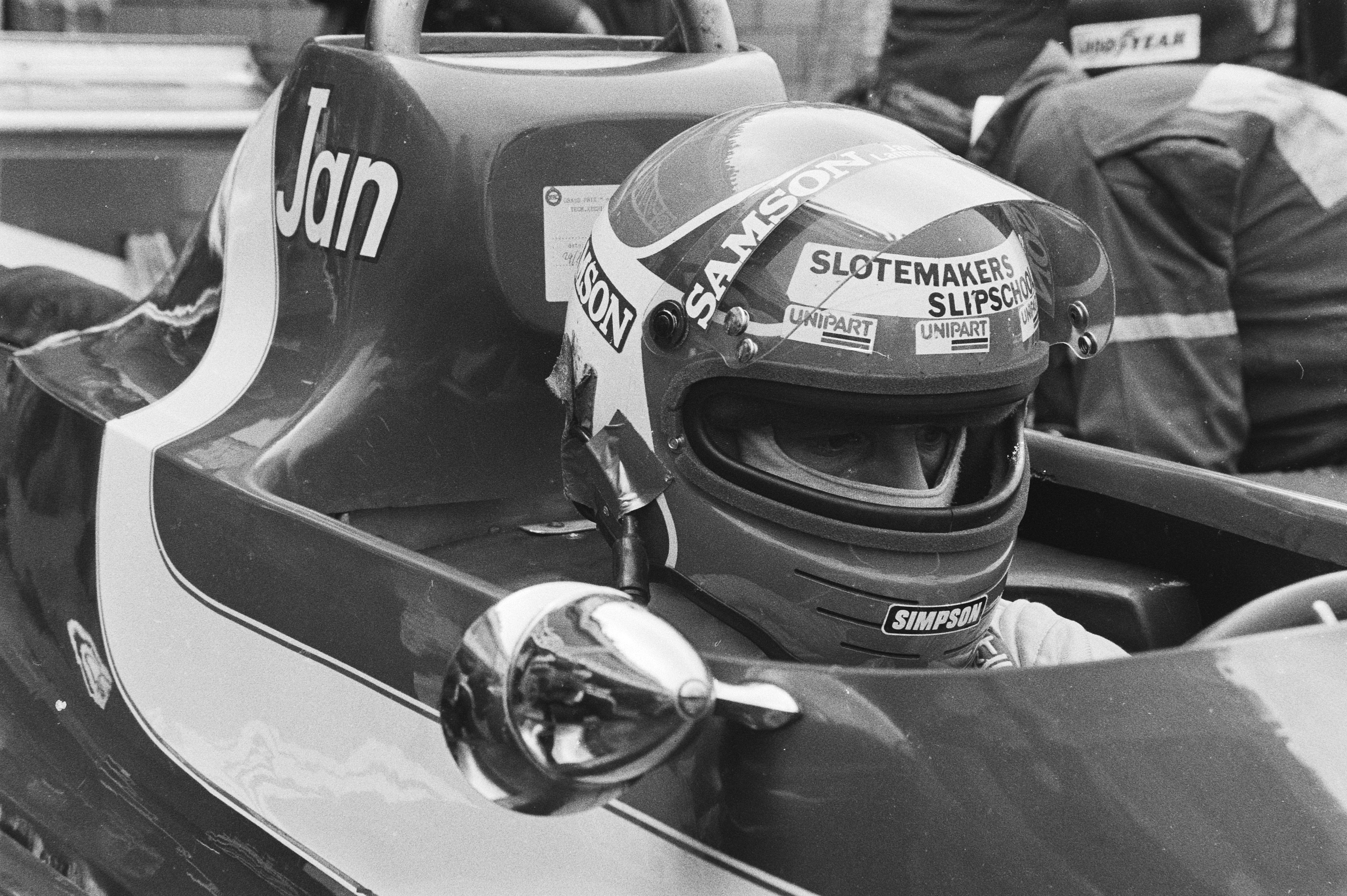
Jan Lammers im N180 beim Großen Preis der Niederlande 1980

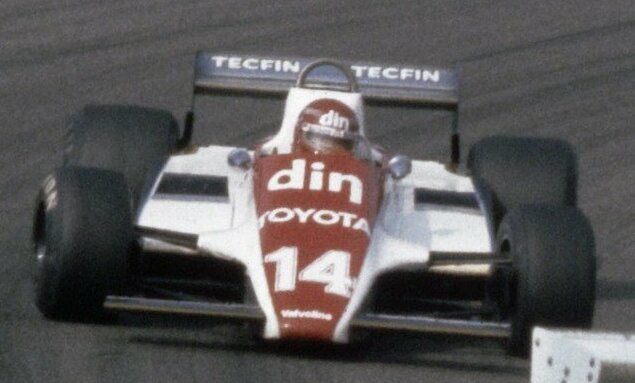
Eliseo Salazar im N180 beim Großen Preis der Niederlande 1981

Der Ensign N180 war ein Formel-1-Rennwagen von Ensign Racing, der für die Rennen der Formel-1-Saison 1980 entwickelt wurde und auch zum Einsatz kam. In der Aurora-AFX-Formel-1-Serie, auch bekannt als Britische Formel-1-Meisterschaft, wurde dieser Rennwagentyp bis zum Ablauf der Saison 1982 gefahren.

## Entwicklungsgeschichte und Technik
Mit der finanziellen Unterstützung von Unipart entwickelten Ralph Bellamy und Nigel Bennett im Herbst 1979 innerhalb von zwei Monaten einen neuen Ensign-Formel-1-Rennwagen, den N180. Er hatte eine glatte Karosserie aus einem Stück und ähnelte äußerlich dem Williams FW07. Der Motor war der bewährte DFV-V8 von Cosworth.

## Formel-1-Weltmeisterschaft 1980
Sein Renndebüt gab der N180 im Januar 1980 beim Großen Preis von Argentinien mit Clay Regazzoni am Steuer. Der Schweizer hatte zu Beginn der 1970er-Jahre große Erfolge bei Ferrari gefeiert und die Fahrerweltmeisterschaft 1974 erst beim letzten Rennen in den USA an Emerson Fittipaldi verloren. Regazzoni war schon 1977 ein Jahr bei Ensign gefahren und schaffte nach einem erfolglosen Jahr bei Shadow 1979 ein viel beachtetes Comeback bei Willams. Obwohl er mit seinem Sieg beim Großen Preis von Großbritannien den ersten Grand-Prix-Sieg des Williams-Teams erreichte, musste er die Rennmannschaft von Frank Williams Ende des Jahres verlassen.
Im Qualifikationstraining erzielte Regazzoni mit 1:47,18 Minuten die 15. Trainingszeit und war dabei mehr als drei Sekunden langsamer als der Trainingsschnellste Alan Jones im Williams FW07. Im Rennen musste er wegen technischer Probleme zweimal an Box. Er beendete das Rennen mit neun Runden Rückstand auf den Sieger Jones und wurde mangels ausreichender Distanz nicht gewertet. Beim zweiten Saisonlauf in Brasilien stoppte ihn nach einem 12. Startplatz eine gebrochene Hinterradaufhängung schon in der 13. Runde. Bei beiden Rennen konnte Regazzoni den N180 aber ohne Probleme im Mittelfeld qualifizieren und auch in den jeweiligen Rennen bis zu den technischen Problemen schnelle Rundenzeiten fahren.
Beim vierten Saisonrennen, dem Großen Preis der USA West kam es zu einem schweren Unfall, der Regazzonis Karriere beendete und das Projekt N180 ins Stocken brachte. Im Rennen lag Regazzoni in der 51. Runde an der vierten Stelle, als in der Bremszone nach der Shoreline Drive-Geraden sein aus Titan gefertigtes Bremspedal brach. Er raste ungebremst in den in der Auslaufzone stehenden Brabham BT49 von Ricardo Zunino und in die dahinter von Autoreifen nur dürftig geschützte Betonmauer. Seine Bergung aus dem total zerstörten Wagen dauerte lange. Anschließend wurde er mit mehreren Unterschenkelfrakturen sowie Kopf- und Rückenwirbelverletzungen in das St. Mary Hospital überführt. Die Wirbelverletzungen stellten sich als so schwer heraus, dass er zeitlebens querschnittgelähmt blieb.
Nach dem Unfall von Regazzoni stand Ensign plötzlich ohne Fahrer da. Beim Großen Preis von Belgien übernahm Tiff Needell das Cockpit, der den N180 auch beim Rennen in Monaco fuhr. In Zolder qualifizierte er sich an der 23. Stelle, schied im Rennen aber schon nach 12 Runden durch Motorschaden aus. In Monaco verpasste er die Qualifikation deutlich.
Ab dem Großen Preis von Frankreich wurde Needell durch Jan Lammers ersetzt. Aber die Weiterentwicklung des Wagens stand still und Lammers hatte bei den nächsten Rennen keine Chance den Wagen für ein Rennen zu qualifizieren. Erst beim dritten Versuch, dem Großen Preis von Deutschland, schaffte Lammers mit dem 24. Trainingsrang einen ersten Rennstart. Das Rennen beendete er mit einer Runde Rückstand auf den Sieger Jacques Laffite im Ligier JS11/15 als 14. Bei den Rennen in den Niederlanden und in Italien setzte das Team einen zweiten Wagen ein und verpflichtete dafür Geoff Lees. Sowohl Lammers als auch Lees scheiterten fast immer an der Qualifikationshürde. Beste Platzierung in der zweiten Saisonhälfte war der zwölfte Rang beim Großen Preis von Kanada.

## Formel-1-Weltmeisterschaft 1981
1981 wurde der N180 überarbeitet und als N180B erneut einem Schweizer anvertraut. Marc Surer wurde der neue Ensign-Werksfahrer. Beim Großen Preis von Brasilien schaffte Surer mit dem vierten Rang die beste Platzierung der Saison. Außerdem fuhr er in diesem Rennen die schnellste Rennrunde. Ab dem Großen Preis von Spanien übernahm Eliseo Salazar das Cockpit von Surer, da der Chilene für das Team wichtiges Sponsorgeld einbrachte. Er erreichte keine Zielankunft in den Punkterängen.
1982 wurde der N180 durch den N181 ersetzt.

## Aurora-AFX-Formel-1-Serie
1982 sicherte sich Jim Crawford auf einem Werks-N180 die Gesamtwertung der Aurora-AFX-Formel-1-Serie.